# Voskopoja

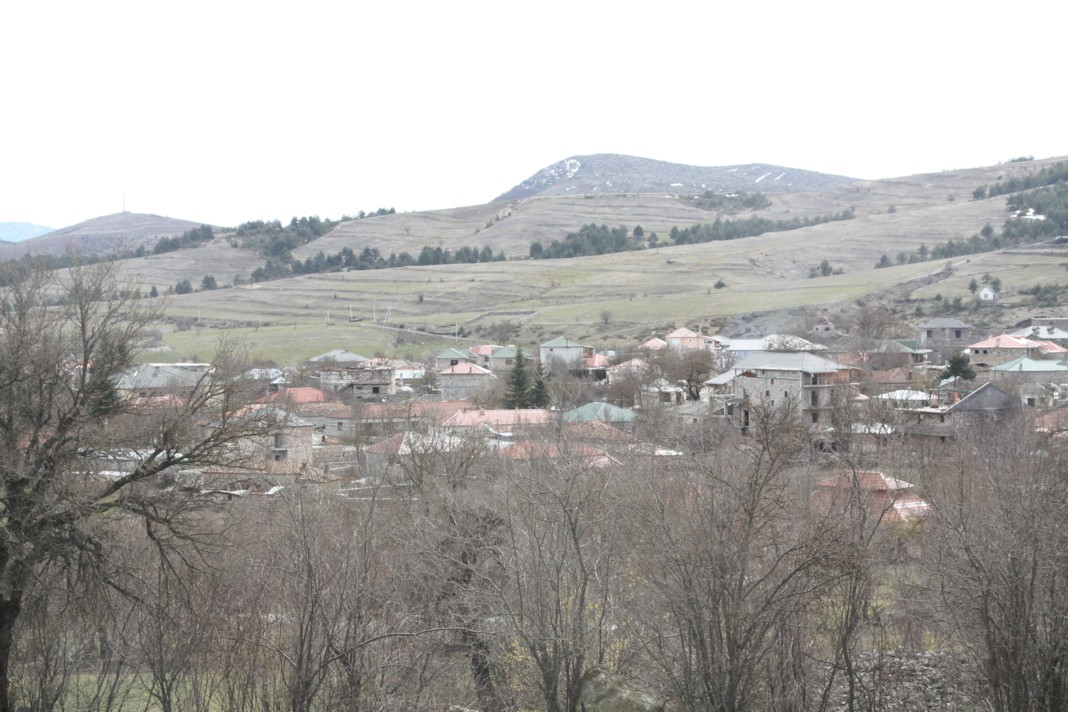
Voskopoja von Nordosten aus gesehen (Aufnahme von 2010)

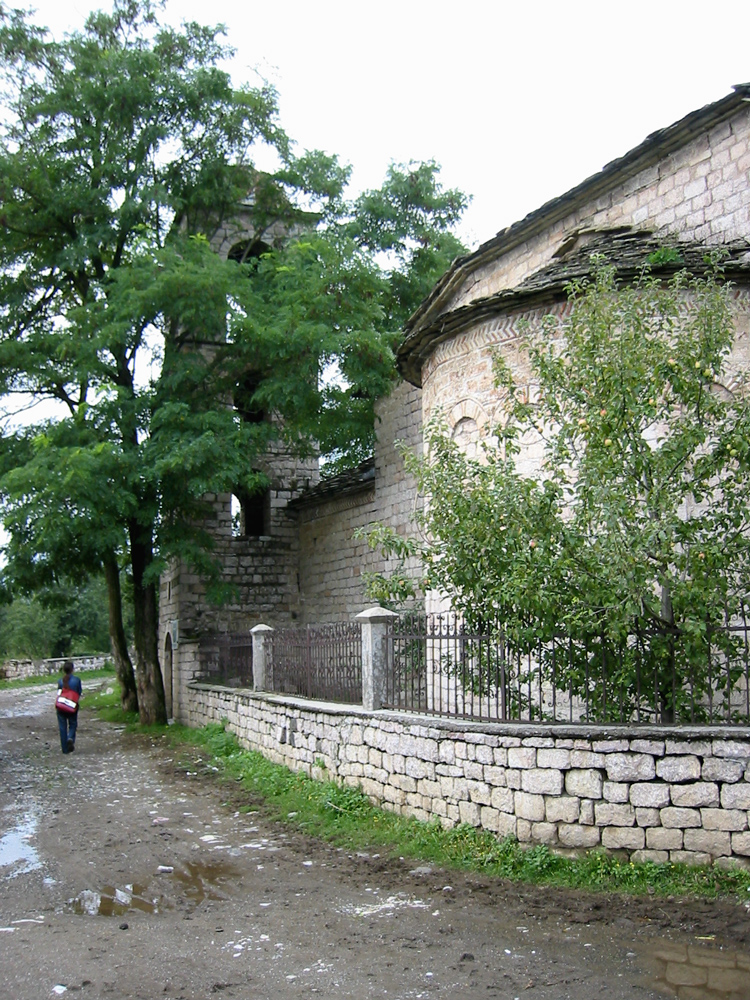
Die St. Nikolauskirche (2002)

Voskopoja (albanisch auch Voskopojë; aromunisch Moscopole oder Moscopolea; griechisch Μοσχόπολις Moscópolis oder Moschópolis; türkisch Timorince oder İskopol) ist ein im Südosten Albaniens gelegenes Dorf mit rund 500 Einwohnern (2000). Seine Blütezeit hatte Voskopoja in der zweiten Hälfte des 17. und im 18. Jahrhundert.

## Geographie
Voskopoja liegt abgelegen in den Bergen westlich von Korça auf 1160 m ü. A., von Bergweiden und Wälder umgeben. Einzig die Straße hinunter nach Korça, das 21 Kilometer entfernt ist, verbindet das Dorf mit der Außenwelt. 
Zur Komuna Voskopoja, die 2015 in die Bashkia Korça integriert wurde, gehörten auch die Dörfer Krushova und Shipska im Norden sowie Gjonmadh und Lavda im Osten.

## Bevölkerung
Die Einwohner sind in ihrer Mehrheit orthodoxen Glaubens, während die Umgebung muslimisch besiedelt ist. Sie sind zu einem großen Teil Aromunen. Bis heute wird in Voskopoja neben Albanisch auch Aromunisch gesprochen. Von Aromunen wurde im Juli 2008 in der Hauptstadt Tirana ein „Aromunischer Rat“ (Consilu Armãnjlor) gegründet, der nach Darstellung der Organisation seinen Sitz in Voskopoja haben soll.
Die Bevölkerungszahl ist stark rückläufig. Die Gemeinde Voksopoja hatte im Jahr 1989 noch 3757 Einwohner. 2001 waren es noch über 2000 und im Jahr 2011 noch 1058 Einwohner. In den zwölf Jahren von 2011 bis 2023 hat sich die Bevölkerung nochmals halbiert. Die aromunische Bevölkerung in Albanien war von 2011 bis 2023 um 70 % zurückgegangen, im Qark Korça sogar um über 80 %.

## Geschichte
¨Die Besiedlung Voskopojas ist seit etwa 1300 durch Quellen belegt. Zur Zeit der osmanischen Eroberung des Landes Anfang des 15. Jahrhunderts entwickelte sich durch Zuzug von Aromunen allmählich eine Stadt. In der zweiten Hälfte des 17. Jahrhunderts begann die Blütezeit Voskopojas. Grundlage dafür war der wirtschaftliche Erfolg aromunischer Kaufleute, die in jener Zeit den Fernhandel auf der Balkanhalbinsel dominierten. Ihre Handelsbeziehungen reichten bis nach Deutschland (Leipziger Messe), Ragusa (Dubrovnik), Venedig, Thessaloniki und Konstantinopel. Gut verknüpft waren sie auch mit den Donaufürstentümern, Ungarn und Wien. In der Vergangenheit war der Ort aufgrund seiner Lage gut zu verteidigen und bot somit Sicherheit, was ebenso wie eine Anzahl guter Wasserquellen seinen Aufstieg begünstigte. In keiner anderen Stadt auf dem Balkan lebte um 1700 eine derartig große Zahl aromunischer Kaufleute wie in Voskopoja. In der Stadt gab es zahlreiche Handwerksbetriebe und Banken. Die zur orthodoxen Kirche gehörenden aromunischen Kaufleute stifteten ab dem 17. Jahrhundert zahlreiche Kirchen, insgesamt soll Voskopoja etwa 26 Kirchen und Klöster besessen haben, die meisten wurden in der ersten Hälfte des 18. Jahrhunderts gebaut. Damit zusammenhängend war Voskopoja ein wichtiges Zentrum der Ikonenmalerei, da Ikonen für die Liturgie gebraucht werden.
In der Stadt wurde 1720 eine der ersten Druckereien des Balkans eingerichtet – die einzige, die in Griechisch publizierte. Die veröffentlichten Bücher, oft in Griechisch und Aromunisch, widmeten sich überwiegend religiösen Themen. 1744 wurde mit der Neuen Akademie die einzige christliche Hochschule im Osmanischen Reich begründet. Im Gegensatz zur Druckerei standen an dieser Schule die religiösen Themen nicht im Vordergrund. 1770 ist in Voskopoja das erste Wörterbuch vier moderner Balkan-Sprachen (Griechisch, Albanisch, Aromunisch und Bulgarisch) erschienen. Das im 18. Jahrhundert gegründete Waisenhaus Orphanodioiketerion war vielleicht das erste in der post-byzantinischen orthodoxen Welt.
Einigkeit herrscht über die große Bedeutung der Stadt bis zur Mitte des 18. Jahrhunderts, über die damaligen Bevölkerungszahlen werden jedoch unterschiedliche Angaben verbreitet. Großzügige Schätzungen nehmen für das Jahr 1750 rund 45.000 Einwohner an und für die 1760er Jahre 50.000 oder sogar 60.000 Einwohner. Möglicherweise realistischer sind 20.000 Einwohner oder auch nur wenige Tausend Einwohner. Damit wäre auch die oft wiederholte Behauptung, Voskopoja sei nach Konstantinopel die zweitgrößte Stadt der europäischen Türkei oder überhaupt nur eine der größten Städte des Balkans gewesen, in Frage gestellt.
Die Stadt war nicht nur von Aromunen bewohnt, ihre Prosperität zog auch Angehörige anderer Balkanvölker an. Eine im Jahr 1935 durchgeführte Analyse der Familiennamen zeigte, dass auch Griechen, Bulgaren und Albaner zu den Vorfahren der Bewohner gehören. Der Historiker Johann Thunmann, der Voskopoja besucht hatte und 1774 über die Geschichte der Aromunen schrieb, berichtete, dass alle Bewohner der Stadt Aromunisch und viele auch Albanisch und Griechisch sprachen, was damals die Handelssprache war.
1769, 1772 und 1788/89 wurde Voskopoja von Diebesbanden angegriffen und geplündert, zuletzt auch zerstört. Danach verließen die meisten Bewohner den Ort, fanden Zuflucht an vielen Orten des Balkans, Ungarns und Österreichs, wo schon Verwandte als Handelsvertreter sesshaft waren. Voskopoja sank wieder zu einer dörflichen Siedlung herab. An die Stelle von Voskopoja trat das nahe gelegene Korça, das im 19. Jahrhundert einen anhaltenden Aufschwung erlebte. Aber auch das in Nordmazedonien gelegene Kruševo wird für das späte 18. Jahrhundert als Nachfolgerin betrachtet.
Voskopoja dagegen erlangte seine frühere Bedeutung nie wieder. Im Ersten Weltkrieg wurde der Ort erneut zerstört. Schon in den vorangegangenen Balkankriegen und auch im Zweiten Weltkrieg war die Gegend rund um Voskopoja Schauplatz bewaffneter Konflikte, die weitere Zerstörung mit sich brachten.

## Sehenswürdigkeiten

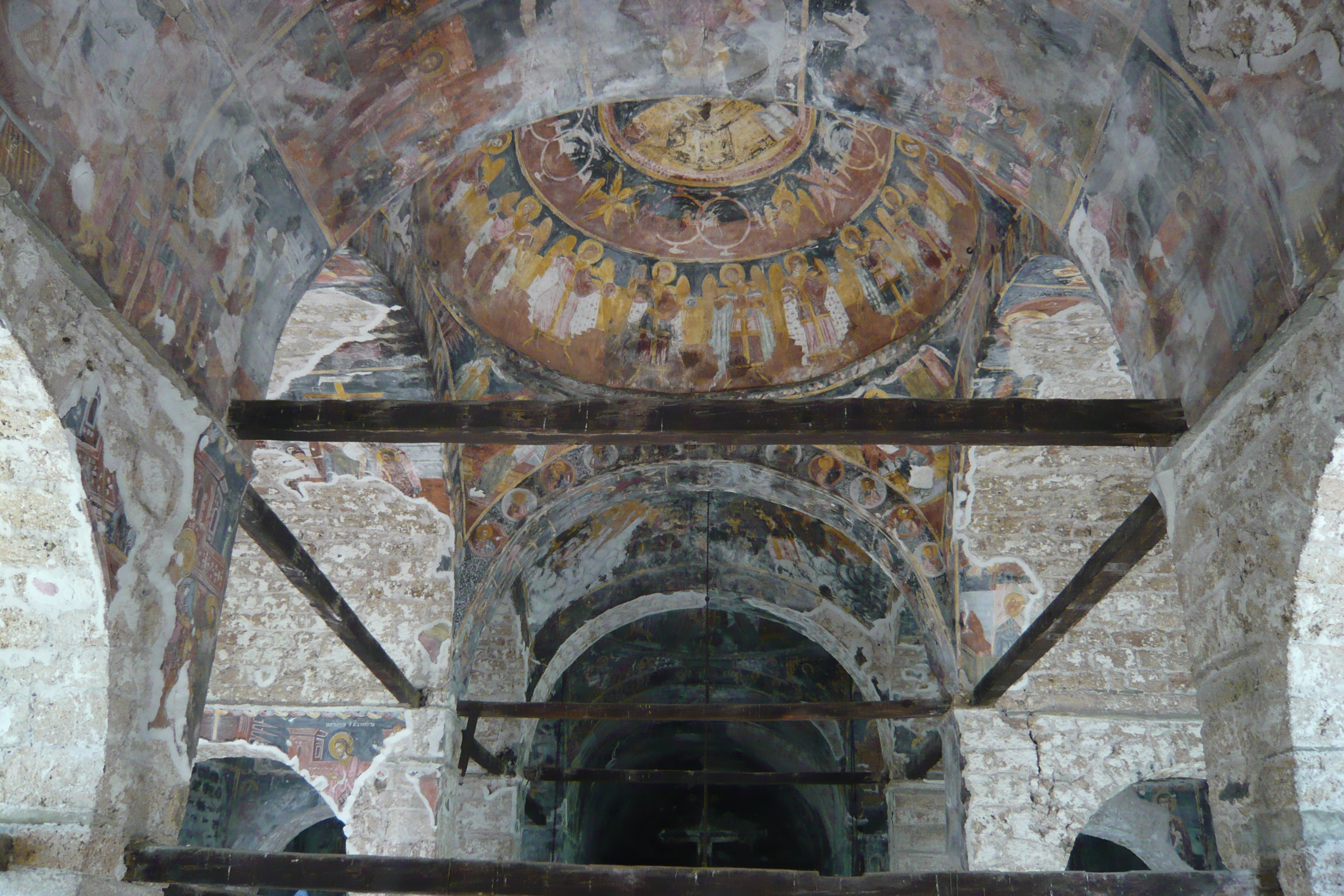
Das Innere der St. Marienkirche (2009)

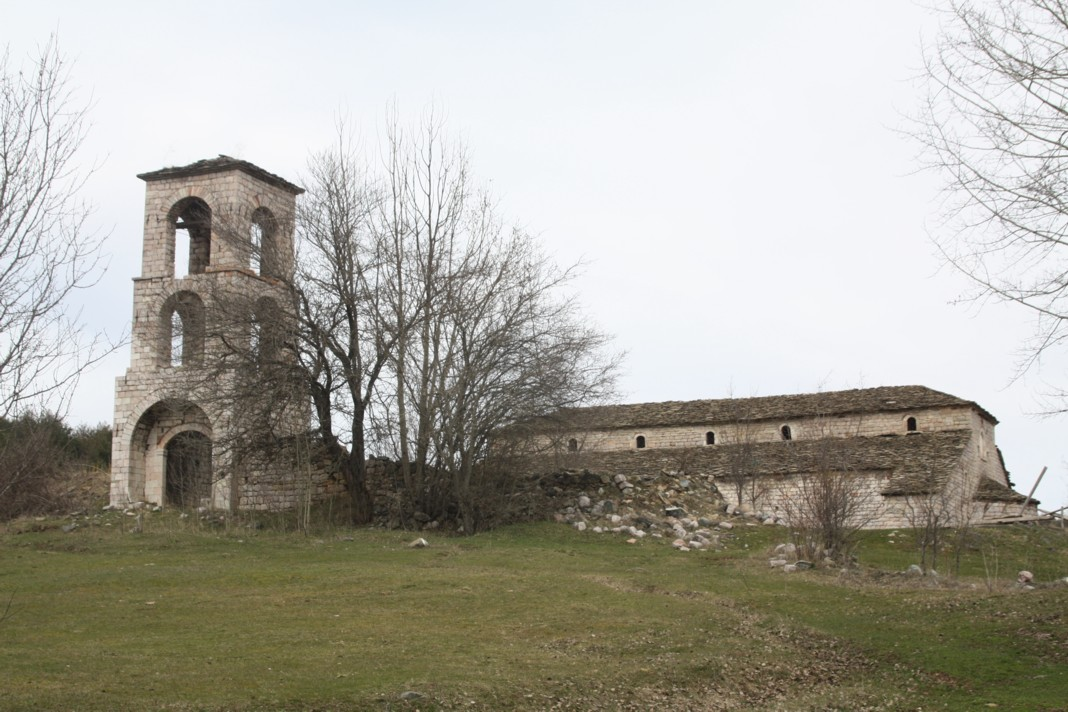
Restaurierte St. Elija-Basilika außerhalb des Dorfes (2010)

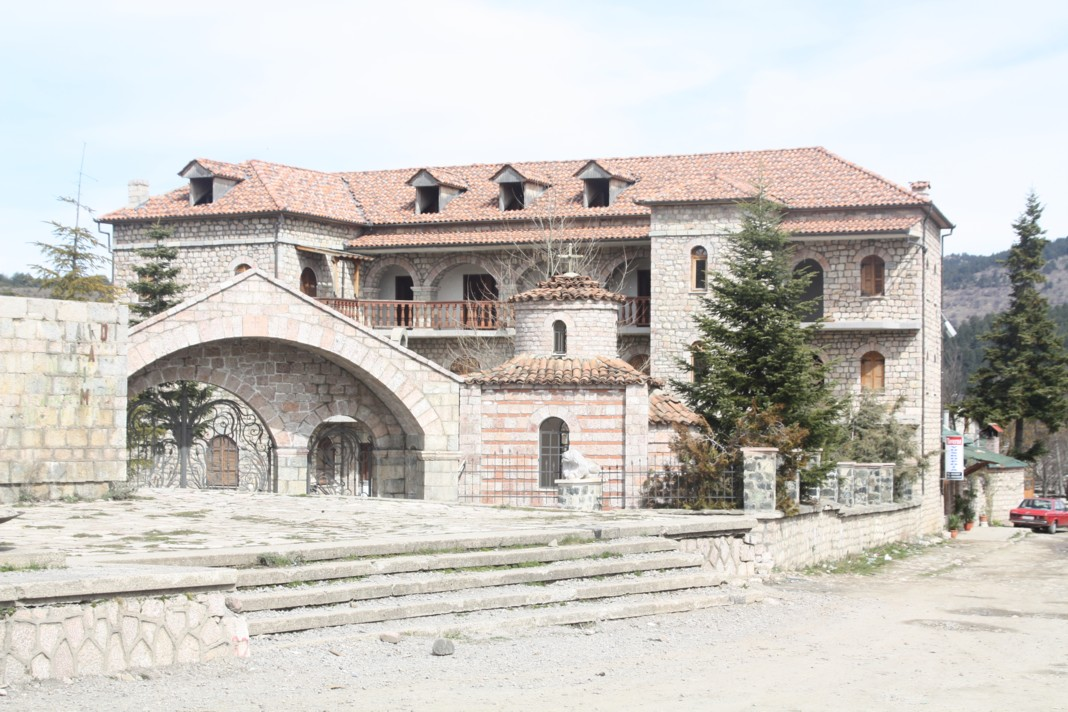
Typische Hausarchitektur in Voskopoja (2010)

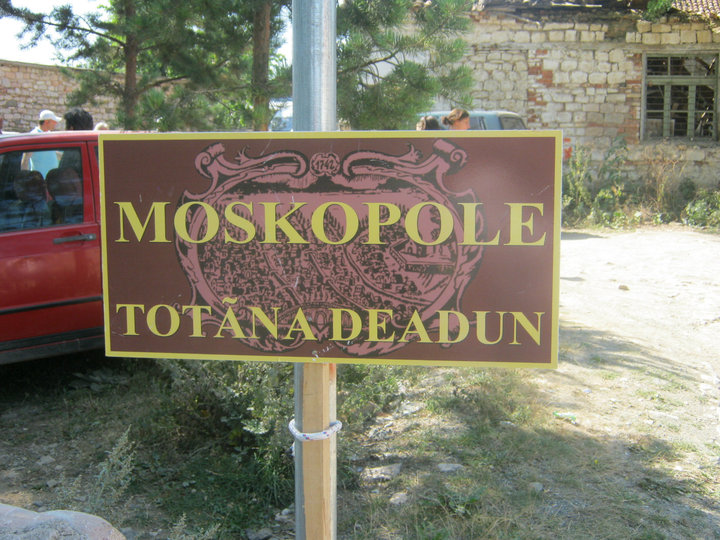
Aromunische Beschilderung während eines Festivals 2010

Fünf der Kirchen sind vollständig erhalten, wenn man von teilweise fehlenden Anbauten absieht. Es sind mit Längen zwischen 19 Metern und 38 Metern ungewöhnlich große dreischiffige Basiliken, deren Kuppeln allerdings entsprechend türkischer Anordnung von außen nicht zu sehen sein durften. Daher wurden die Kuppeln unter weiten, mit Steinplatten gedeckten, Satteldächern verborgen. Sichtbare Kuppeln waren in der Regel Moscheen vorbehalten. Zurückhaltung war auch bei Schmuckmotiven an den Außenwänden geboten. Nur der üblicherweise im Osten liegende Altarraum ist von außen als Apsis erkennbar.
Die mehr oder weniger noch vorhandenen Wandmalereien zeigen deutliche Spuren von mangelndem Unterhalt in der Vergangenheit. Voskopojas Kirchen wurden im Jahr 2002 vom World Monuments Fund in die Liste der 100 am meisten gefährdeten Kulturgüter weltweit aufgenommen. Das Deutsche Auswärtige Amt und die Deutsche Botschaft in Tirana unterstützt die Restaurierung von Fresken in den Kirchen.
Von der Ortsmitte liegen vier der Kirchen sternförmig nicht weiter als 300 Meter entfernt. Umgeben von Weideland wirken sie heute isoliert. Im Rundblick lässt sich die einstige Größe der Stadt nur schwer erahnen.
- Die St. Nikolauskirche (alb. Kisha e Shën Kollit) liegt in der Ortsmitte und ist als einzige mit Vorhalle im Westen und Bogengang an der südlichen Längsseite vollständig erhalten. Der Bau wurde um das Jahr 1722 errichtet, der Glockenturm datiert später. Das aus Steinplatten erbaute Dach wurde 2007 neu eingedeckt.
- Die St. Marienkirche (alb. Kisha e Shën Mërisë) ist die einstige Kathedrale der Stadt aus dem Jahr 1712 und fasste über 1000 Gläubige. Sie gehört zu den größten Basiliken des Landes.
- Die St. Michaelskirche (alb. Kisha e Shën Mëhillit) liegt zwischen Feldern im Westen des Ortes. Eine Inschrift nennt das Baujahr 1722. Die Arkade an der Südwand fehlt, dafür ist im Westen die Vorhalle unter einem immens breiten Walmdach angebaut.
- Die St. Elija-Basilika liegt auf einem Hügel im Nordwesten. Innen sind kaum noch Reste der Malerei zu erkennen, dafür findet sich hier das einzige zweistufige Satteldach (Obergaden).
- Die St. Athanasiuskirche (alb. Kisha e Shën Thanasit) liegt etwas unterhalb im Nordosten und wird mit dem Baujahr 1724 angegeben. Es fehlt die Vorhalle, dafür ist der mit Arkaden versehene Vorbau entlang der Südseite vollständig erhalten. In den Bogenfeldern sind dort Scheinfenster mit griechischen Inschriften eingebaut.

Der Fahrweg Richtung Osten aus dem Ort hinaus führt einige Kilometer einen Berg hoch auf 1400 m ü. A. zur ältesten Kirche des Gebiets. Es ist die kleine, 1632 erbaute Kreuzkuppelkirche des ehemaligen Klosters des Johannes des Täufers (alb. Kisha e Shën Prodhomit). Sie verfügt als einzige über eine von außen sichtbare Kuppel. Innen sind noch Reste von Wandmalereien aus dem 17. Jahrhundert vorhanden. 2006 wurde das Dach neu eingedeckt, dagegen sind die später entstandenen Klostergebäude stark zerfallen.

## Wirtschaft
Die Bewohner Voskopojas leben fast ausschließlich von der Viehwirtschaft. Es werden Schafe, Rinder und Schweine gehalten. Felder sind nur wenige vorhanden. In Hausgärten werden Gemüse und Obst kultiviert.
Die Hoffnungen liegen insbesondere im Tourismus. Dank seiner ruhigen Lage in einer beinahe unberührten Natur böte sich der Ort für Erholungssuchende, Bergwanderer und Wintersportler an. Der Fahrweg zum Kloster des Johannes des Täufers endet wenig unterhalb an einem ehemaligen kommunistischen Pionierlager, das zu einem Hotel umgebaut wurde.